# Lakai
Lakai es una compañía estadounidense de fabricación de calzado skate y ropa urbana. Fue fundada en 1999 por Mike Carroll y Rick Howard, cofundadores de Girl Skateboards, con sede en Torrance, California. Lakai forma parte del grupo Crailtap, junto a Chocolate Skateboards, Girl Skateboards, Royal Trucks, Fourstar Clothing, Ruby Republic y Skate Mental. Es distribuido por Podium Distribution.
Tim Gavin, entonces director de marketing de Podium Distribution, tuvo un importante éxito con DVS Shoe Company. Además, ya conocía a Carroll y a Howard de la anterior etapa de estos en Girl, por lo que les propuso entrar en Podium. Desde entonces, Lakai se ha convertido en una de las compañías de calzado skate más importantes del mercado, logrando la inclusión en su equipo de Eric Koston, uno de los skaters más influyentes del mundo.
La compañía ha lanzado dos vídeos desde su creación, Beware of the Flare, en junio de 2002, y Fully Flared, en noviembre de 2007.